# Законодательный процесс в Норвегии

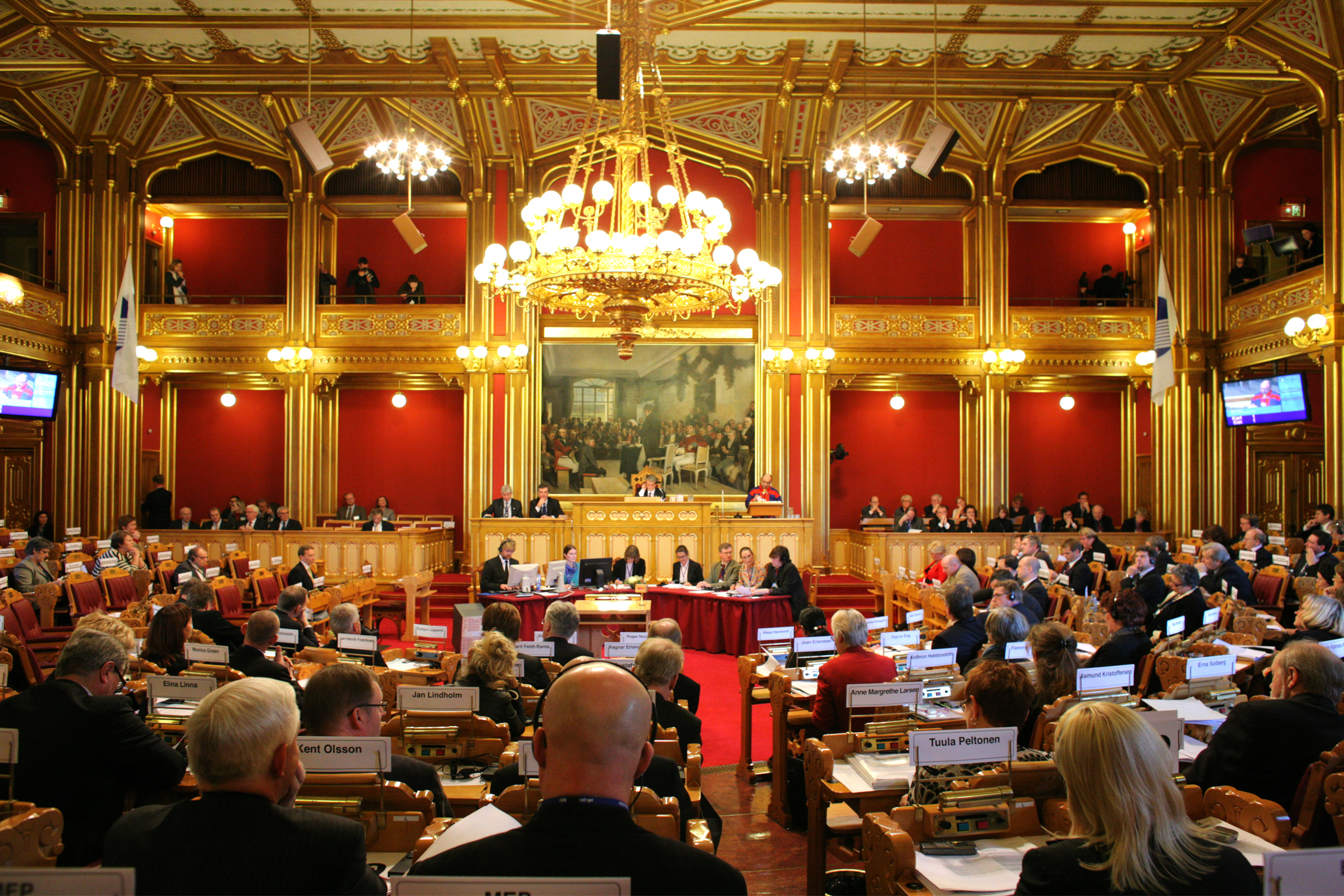
Пленарное заседание Стортинга

Законодательный процесс в Норвегии — конституционная процедура принятия парламентом Норвегии (Стортингом) законодательных актов, которые в дальнейшем подвергаются королевскому санкционированию. После чего принятые законы публикуются и приобретают юридическую силу.
Законодательная процедура проходит несколько последовательных этапов. Во-первых, законопроект вносится в парламент либо правительством Норвегии, либо депутатами Стортинга. После поступления законопроекта он направляется в соответствующий постоянный комитет Стортинга, где будет детально рассмотрен и изучен. На первом чтении обсуждается доклад постоянного комитета и рассматриваются его рекомендации. Если законопроект отклонён, процедура заканчивается. Во время второго чтения происходит голосование в целом по предложенному законопроекту, если же депутатами предлагаются какие-либо новые поправки, которые не рассматривались при первом чтении, Стортинг переходит к третьему чтению.
После принятия законопроекта на заседании Стортинга, он подлежит направлению королю Норвегии для санкционирования и последующей публикации. Подпись короля подлежит обязательной контрассигнации со стороны премьер-министра. Норвежская конституция предоставляет королю применять право вето и не давать королевского согласия на подписание любого законопроекта, принятого Стортингом, вместе с тем такое право никогда не использовалось ни одним норвежским монархом с момента распада унии между Норвегией и Швецией в 1905 году (право вето использовалось только шведскими монархами в период с 1814 по 1905 годы, когда они правили Норвегией). Если король когда-либо решит воспользоваться этой привилегией, Конституция Норвегии предусматривает механизм для преодоления королевского вето: если законопроект принят без изменений в идентичной редакции в ходе двух сессий Стортинга, сформированного после двух последовательных выборов, и в этот промежуток времени не принято другого закона, расходящегося с его положениями, законопроект становится законом без санкции короля.

## Подготовка законопроекта
В Норвегии, как и в других скандинавских странах, внесению законопроекта в парламент предшествует большая и кропотливая допарламентская работа по его разработке и начальной подготовки. По общему правилу тексты законопроектов разрабатываются не парламентариями, а профессиональным сообществом. Обычно подготовкой законопроектов занимается Правительство Норвегии, которое формирует для этого специальную экспертную группу, включающую представителей курирующих министерств и ведомств, научного сообщества, общественных организаций и практикующих юристов. По определённым сферам деятельности существуют постоянные экспертные комиссии, такие как Комиссия по уголовным делам и Комиссия по правам человека, привлекаемые для разработки уголовного законодательства либо законов, затрагивающих правовой статус личности. Текст разработанного законопроекта до рассмотрения его парламентом подлежит публикации в издании «Норвежские официальные отчёты» (норв. Norges offentlige utredninger; NOU).
После подготовки текста законопроекта, соответствующее министерство, которое курирует работу по его разработке, проводит открытые слушания по нему; высказываются мнения и замечания, в том числе и другими заинтересованными ведомствами. После этого готовится доклад Правительству, которое в свою очередь утверждает текст законопроекта у Короля и направляет его, в случае положительного заключения, в Стортинг.

## Законодательная процедура в Стортинге

### Законодательная инициатива
Право законодательной инициативы согласно Конституции принадлежит:
- Правительству Норвегии, от имени которого законопроект вносится либо Премьер-министром, либо отдельным министром;
- Депутатам Стортинга, действующим как самостоятельно, так и в составе парламентской группы[3].

### Рассмотрение законопроекта
После поступления законопроекта в Стортинг, он направляется в ответственный комитет для изучения его положений и выявления имеющихся недостатков. После оценки представленного законопроекта ответственный комитет даёт своё рекомендательное заключение, которое излагается на пленарном заседании Стортинга.

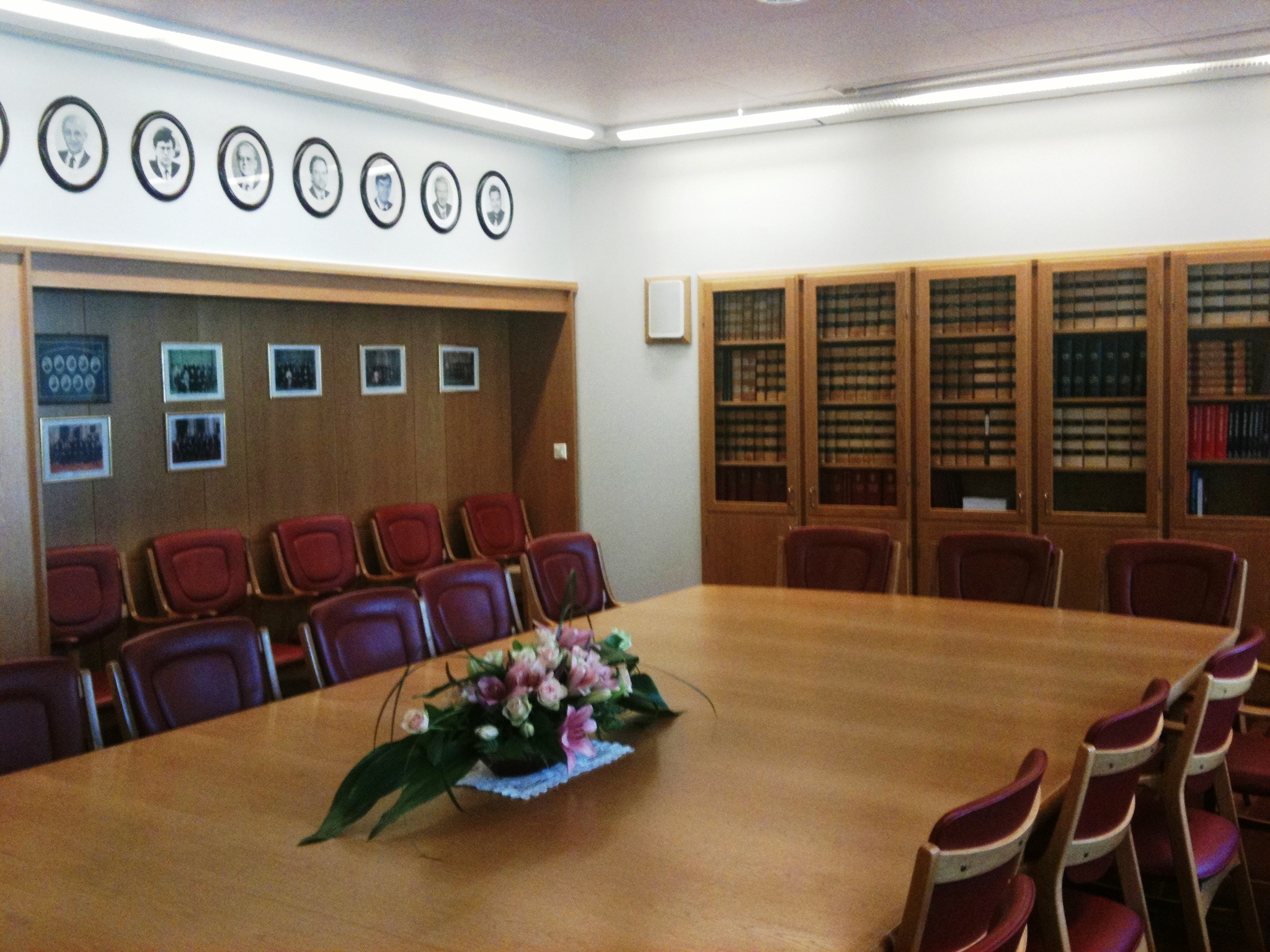
Зал заседания комитета по иностранным делам Стортинга

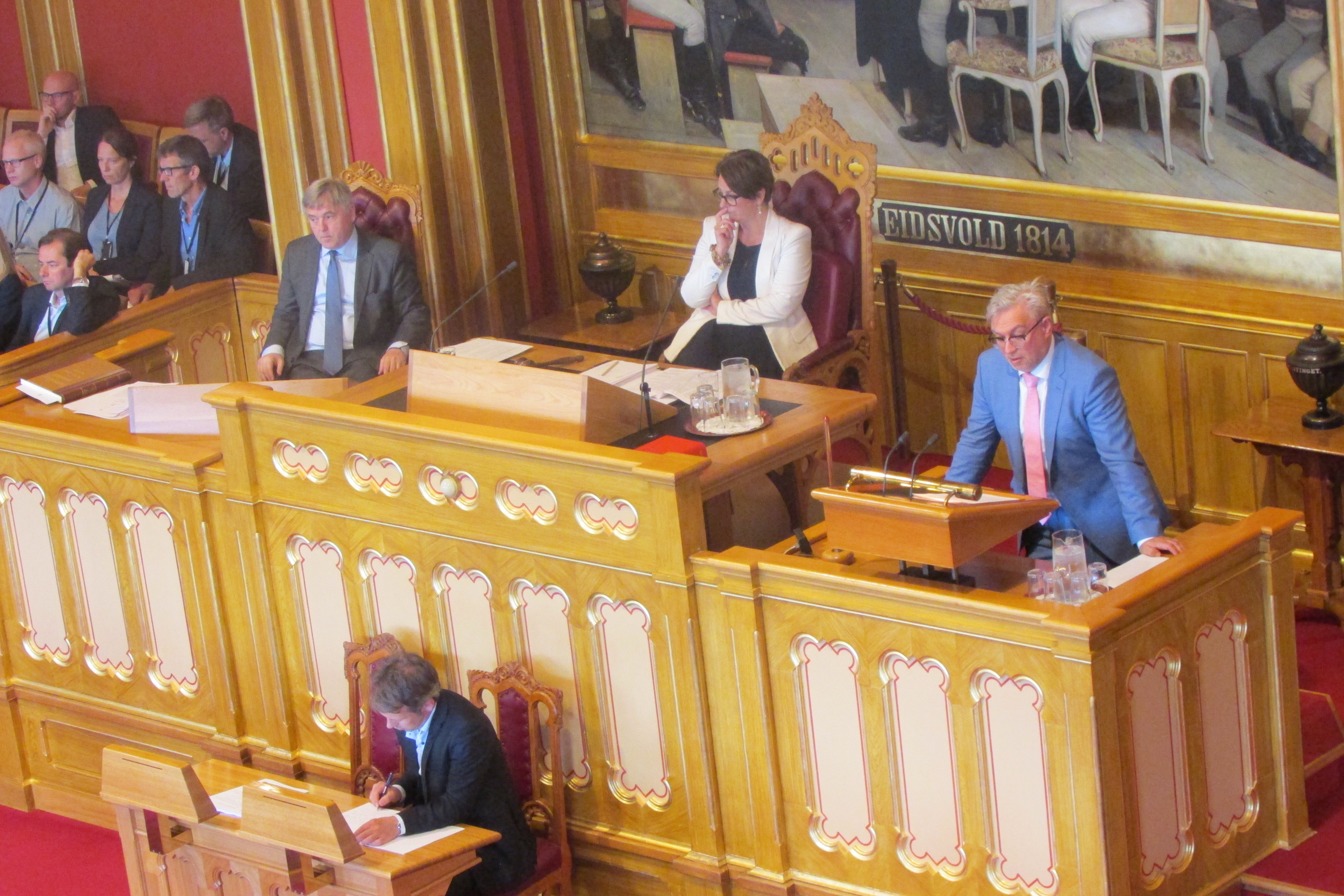
Выступление докладчика на заседании парламента

При первом чтении законопроекта депутаты обсуждают представленное ответственным комитетом рекомендательное заключение, делают свои замечания и предложения. После чего приступают к голосованию по ним. В случае, если законопроект отклонён с представленными рекомендациями, он направляется на доработку, а Стортинг может вернуться к его обсуждению не ранее чем через три дня.
Во втором чтении Стортинг вновь рассматривает представленные рекомендации по законопроекту, и в случае согласия с ними голосует за принятие закона и направляет его на утверждение Королю. Обычно в Стортинге законопроект проходит два чтения, после чего законодательная процедура на этом завершается, поэтому все существенные изменения и дополнения должны быть предложены до окончания первого чтения. Однако, если во втором чтении депутаты Стортинга, выскажут какие-либо новые замечания, которые не обсуждались в первом чтении, законопроект в этом случае подлежит рассмотрению в третьем чтении. В указанном случае законопроект рассматривается с учётом приведённых замечаний и принимается простым большинством голосов. При этом согласно ранее действовавшим правилам на последнем чтении Стортинг должен был проголосовать за принятие законопроекта квалифицированным большинством — 2/3 от своего состава, сейчас такое правило отменено.
С 1814 по 2009 годы, когда Стортинг делился на две части: Одельстинг (нижняя палата) — 3/4 состава и Лагтинг (верхняя палата) — 1/4 состава, законопроект сначала вносился Правительством на рассмотрение в Одельстинг, где он проходил обсуждение и после принятия простым большинством голосов депутатов, направлялся в Лагтинг для проверки и одобрения. Одобренный в таком порядке законопроект направлялся Королю. В случае же несогласия Лагтинга с представленной редакцией закона, он с замечаниями обратно поступал в Одельстинг, который должен был в соответствии с ними доработать текст закона. Если Одельстинг согласится с такими изменениями, закон считается принятым, если — нет, законопроект направляется в Лагтинг, который после внесения своих поправок выносил его на рассмотрение пленарного заседания Стортинга. В этом случае для принятия законопроекта требовалось одобрение большинством в 2/3 участников пленарного заседания. На пленарных заседания также рассматривались вопросы, связанные с принятием государственного бюджета и законы о налогах. При этом проведение пленарных заседаний в норвежском парламенте носило исключительный характер, а решения принимались только 2/3 голосов членов парламента, поскольку считалось, что нижняя палата имеет численный перевес над верхней. В 2007 году в Конституцию и регламент были внесены изменения, упразднившие Одельстинг и Лагтинг. Изменения вступили в силу с 1 октября 2009 года, с этого момента парламент стал однопалатным.

### Особенности принятия конституционных поправок

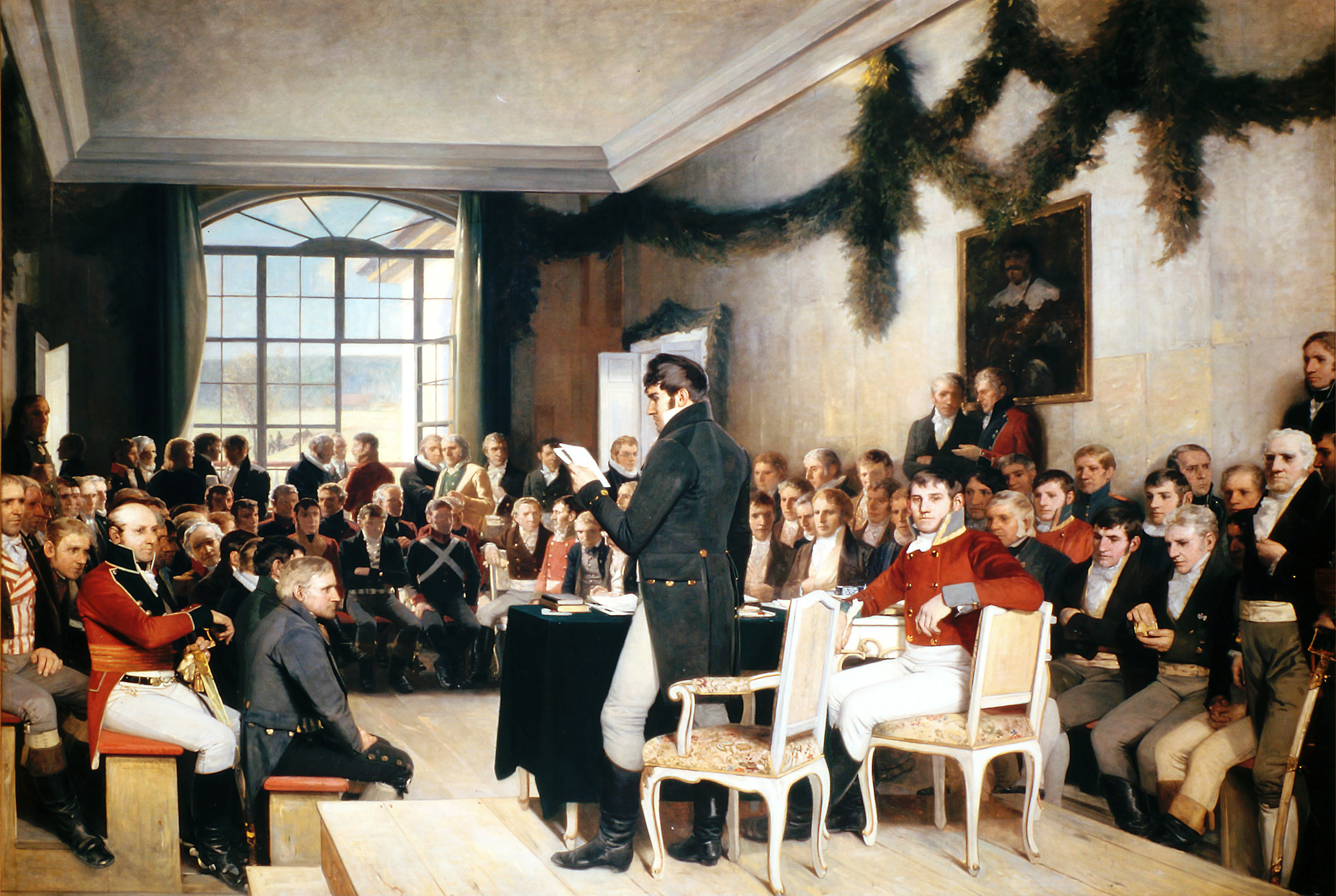
Принятие Эйдсволльской конституции 1814 года. Картина Оскара Вергеланна «Эйдсволль 1814» вывешена в зале заседаний Стортинга за трибуной председателя

Поскольку срок полномочий Стортинга ограничен четырьмя годами, согласно действующей Конституции конституционные поправки могут быть внесены в парламент только в первые три года его полномочий (сессий). Соответственно в последний год срока работы Стортинга он не вправе рассматривать законопроекты о внесении изменений в Конституцию, чтобы исключить любые злоупотребления, в том числе связанные с продлением срока своих полномочий. В истории Норвегии такой случай уже имел место в 1939 году, когда парламент увеличил срок своих полномочий с трёх до четырёх лет и применил принятые изменения к действующему составу.
За принятие конституционной поправки должно проголосовать не менее 2/3 состава Стортинга. Все изменения, вносимые в Конституцию, не должны противоречить её действующим положениям, а также конституционному духу и основным принципам правового государства. Принятая конституционная поправка подписывается председателем и секретарём Сторитинга, после чего направляется королю для обнародования.
В преддверии двухсотлетия со дня принятия Конституции парламентом была проведена масштабная работа с целью определения возможности принятия конституционных поправок, которые актуализировали бы текст действующей с 1814 года конституции. В декабре 2011 года особый комитет, назначенный Стортингом, опубликовал свой доклад, предложив включить положения о правах человека в отдельную главу Конституции. Другим пунктом повестки было изменение языка текста Конституции от датско-норвежского диалекта до современного норвежского: ньюнорск и букмол.

### Принятие государственного бюджета
Вопрос о принятии государственного бюджета на следующий финансовый год Стортинг начинает рассматривать сразу после возвращения с летних каникул. В течение шести дней после начала парламентской сессии правительство готовит своё финансовое предложение по основным параметрам бюджета, на заседании парламента с докладом выступает министр финансов с обозначением основных приоритетных задач и мероприятий (так называемый Доклад № 1). Прежде чем поступить в Стортинг, законопроект о бюджете проходит согласование во всех государственных органах и учреждениях, по итогам чего формируется сводный проект бюджета, который в том числе утверждается королём в Государственном совете.
В Стортинге законопроект о бюджете поступает в постоянный комитет по финансам, который обязан изучить предложенные параметры доходной и расходной части будущего бюджета. Кроме этого он координирует всю работу в этом направлении, совместно с комитетом по регламенту рассылает проект во все остальные комитеты Стортинга и должен собрать и проанализировать их предложения и замечания. Замечания и рекомендации комитета по финансам должны быть рассмотрены на пленарном заседании Стортинга не позднее 20 ноября, рекомендации остальных постоянных комитетов по статьям расходов курируемых их отраслей — до 15 декабря.
После рассмотрения на пленарном заседании всех рекомендаций своих постоянных комитетов Стортинг проводит голосование и принимает решение об основных параметрах бюджета. Принятое решение о бюджете подлежит размещению на официальном сайте Стортинга. В течение оставшегося года заинтересованные ведомства могут предлагать свои изменения и дополнения в бюджет, которые рассматриваются Стортингом в весеннюю сессию. Король со своей стороны также вправе внести своё сводное предложение по бюджету до 15 мая. В срок до второй пятницы июня комитет по финансам может скорректировать свою позицию по бюджету, позднее указанной даты Стортинг никакие замечания уже не принимает. Окончательное решение по бюджету принимается до окончания весенней сессии Стортинга. Бюджет принимается в форме пленарной резолюции, а не закона, поэтому он не подлежит санкционированию со стороны короля.

## Санкционирование закона

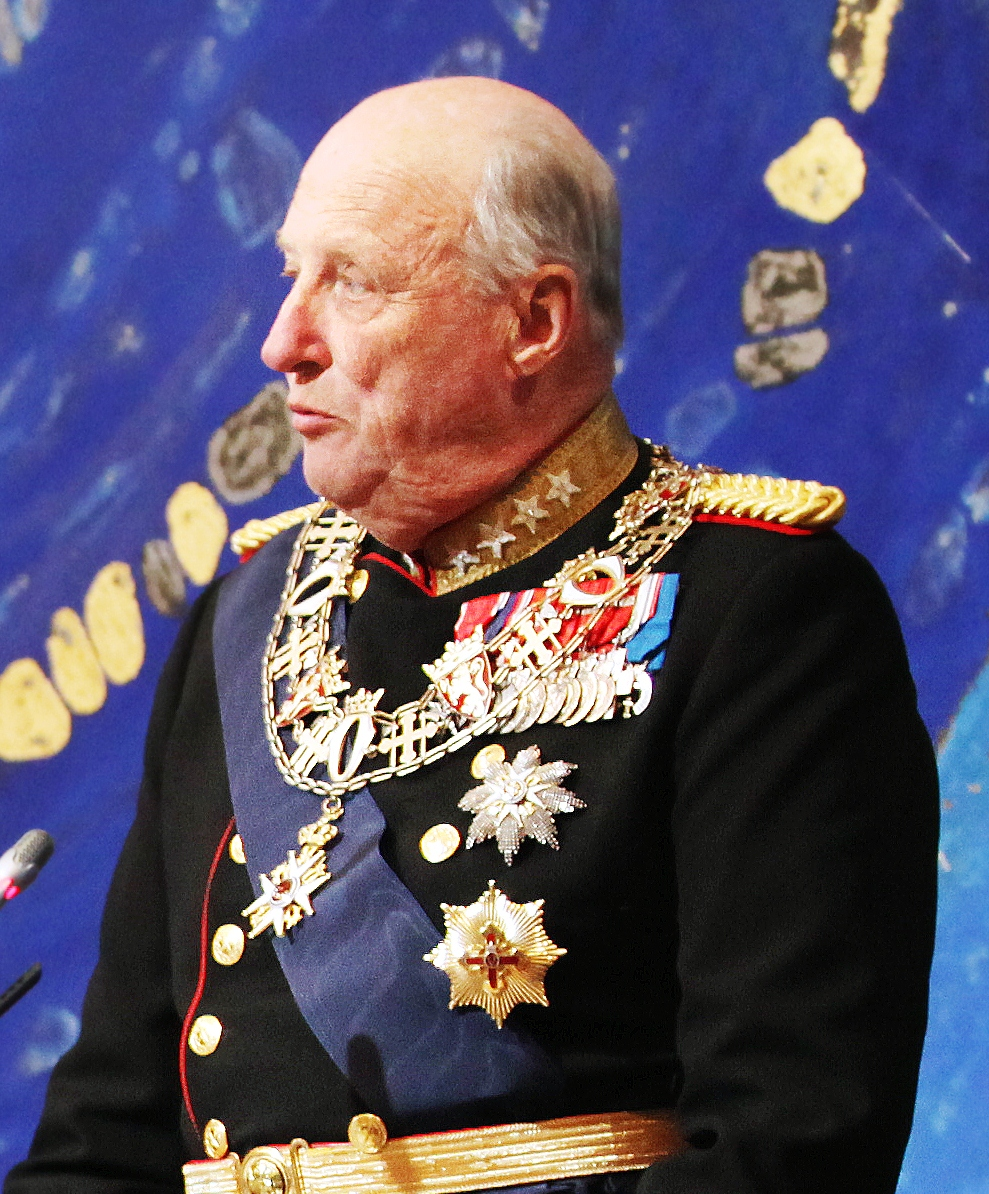
Король Норвегии Харальд V

После принятия законопроекта на заседании Стортинга, он подлежит направлению Королю Норвегии для санкционирования, что предполагает его подписание и обнародование. Поскольку король в парламентской монархии выполняет церемониальные функции, а его полномочия являются данью традиции, поэтому санкция короля подлежит контрасигнации Премьер-министром Норвегии. Таким образом, на принятом законе одновременно проставляется подпись Короля и Премьер-министра.
Конституция Норвегии предусматривает право короля наложить вето на принятый парламентом законопроект. В этом случае он обратно возвращается в Стортинг с ремаркой о нецелесообразности его принятия и подписания. Такой законопроект не может быть повторно представлен королю на подпись тем же составом парламента до окончания срока его полномочий. Вето короля может быть преодолено только новым составом Стортинга, сформированным по результатам парламентских выборов. Обычно сессия парламента в последний год его работы длится до конца сентября, и если до указанного времени Королём не будет принято решение о санкционировании, презюмируется, что законопроект им отклонён. Конституция Норвегии предусматривает сложный механизм для преодоления королевского вето: законопроект в неизменной редакции должен быть одобрен на заседании Стортинга следующих двух созывов, при этом в указанный период не должно быть принятого иного закона, расходящегося с положениями такого законопроекта. Если указанная процедура будет соблюдена, закон вступает в силу без санкционирования и подписи короля.
Наиболее активно право вето применялось королём в период общего шведско-норвежского государства между 1814 по 1884 годами, когда его полномочия были неограниченными. После 1884 года такая активность снизилась, однако шведским королём право вето периодически использовалось в случае его конфликта с норвежским Стортингом. В 1872 году Стортинг принял закон, позволяющий членам норвежского правительства участвовать в его работе, а в 1873 году Стортиногом отменены посты генерал-губернатора (наместника короля в Норвегии) и вице-короля, вместе с тем король Оскар II отказался подписывать такие законы и пытался наложить на них вето. Это вызвало политический кризис в рамках шведско-норвежской унии и дискуссию о том, может ли король использовать абсолютное вето в отношении конституционных вопросов. Конфликт закончился победой Стортинга, когда в 1884 году Оскар II подписал законы. В последующем была законодательно закреплена отмена права абсолютного вето короля на вносимые конституционные поправки, что означало большую победу для парламентаризма в Норвегии. Ещё один кризис разразился на почве требования норвежцев иметь свой собственный флаг без значка унии. В 1890-х годах Стортинг несколько раз голосовал против вето, которое Оскар II накладывал на изъятие символа унии из норвежского флага. В итоге Оскар II сдался и одобрил закон, что в консервативных кругах Швеции вызвало бурю протеста как и предыдущие уступки. Наиболее серьёзные последствия имело наложение в 1905 году королём вето на закон, принятый Стортингом, о создании собственных норвежских консульских органов, поскольку Норвегию не устраивало, что вопросами внешней политики от её имени занимается шведский министр иностранных дел. Не желая подчиняться королю, норвежский парламент проголосовал за односторонний выход Норвегии из союза со Швецией, что в итоге привело к полному разрыву шведско-норвежской унии. После 1905 года норвежские короли пользовались правом вето крайне редко, к примеру до 1975 года не было зафиксировано ни одного такого случая.
Подписанный королём закон публикуется в Собрании законодательства Норвегии. По общему правилу все законы в Норвегии вступают в силу по истечении одного месяца после опубликования, если, конечно же, в самом законе не указано, что он вводится в действие незамедлительно.

## Делегирование Стортингом законодательных полномочий
В отличие от Швеции, где возможность делегирования парламентом законодательных полномочий прямо закреплена в Акте о форме правления, норвежская Конституция не содержит таких правомочий, однако подобная возможность признаётся Стортингом исходя из своей парламентской практики и широко поддерживается правовой доктриной. Исследователи отмечают, что отсутствие в конституции такого права само по себе не означает невозможность делегирования парламентом функций по изданию законов другим государственным органам. В этом случае преследуются в первую очередь задачи практической целесообразности, поскольку парламент не может самостоятельно охватить все сферы законодательного регулирования, особенно это касается экономических вопросов. Таким образом, в правовой системе Норвегии нормативные акты чаще всего принимаются не в форме законов, а в виде актов делегированного законодательства различными органами государства, которым такое право было передано.
Обычно право на издание нормативных актов от имени парламента делегируется Правительству Норвегии, Государственному совету (то есть правительству, в заседании которого принимает участие король), отдельным министерствам и ведомствам, администрациям губерний (фюльке), муниципалитетам, коммунам, частным организациям, также встречаются случаи, когда Стортинг может делегировать принятие отдельных нормативных актов самому себе в порядке упрощённой процедуры. Делегирование законодательных полномочий происходит в форме отдельного закона, при этом отозвать такие полномочия Стортинг может на основании пленарной резолюции. Кроме этого, Стортинг, передав отдельные законодательные полномочия, не лишён возможности самостоятельно осуществлять законодательное регулирование в этой сфере и устанавливать различные ограничения. Принятые органами и организациями акты делегированного нормотворчества подлежат обязательному опубликованию и только с этого момента приобретают юридическую силу.